# Alonso de Covarrubias
Alonso de Covarrubias (Torrijos, 1488 – Toledo, 1570) è stato un architetto e scultore spagnolo attivo soprattutto a Toledo durante il Rinascimento. È un esponente dello stile plateresco.

## Opere

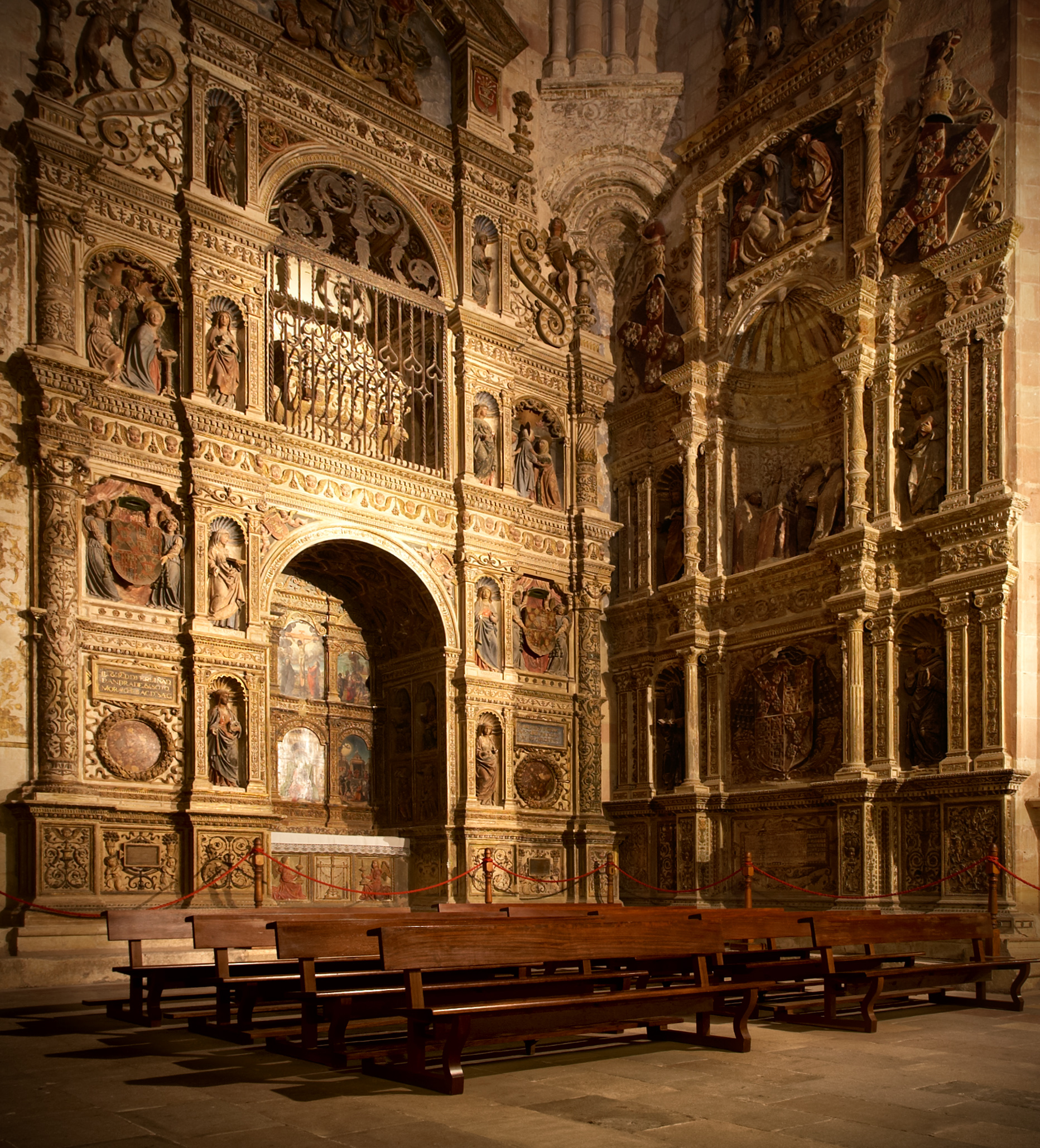
Retabli di Santa Liberata e Fadrique de Portugal, Cattedrale di Santa Maria, Sigüenza.

Il suo primo lavoro associato con gli architetti Antón Egas e Juan Guas, in uno stile a metà strada tra il tardo gotico e il plateresco. Nel primo anno della sua carriera ha lavorato soprattutto come scultore.

### Primi lavori da architetto
- La Cattedrale di Santa Maria di Sigüenza, dove è accreditato come progettista del retablo di Santa Liberata e Fadrique de Portugal, dove risente dell'influenza di Francisco de Baeza (1515);
- Il cortile e la scala in stile plateresque dell'Ospedale di Santa Cruz di Toledo;
- Nel 1532 lavorò alla sagrestia della Cattedrale di Sigüenza.

### A Toledo
- 1534 – venne nominato soprintendente al progetto della Cattedrale di Santa María de Toledo, dove progettò la Cappella dei nuovi re;
- 1537 – assieme a Louis de Vega venne nominato progettista architettonico dell'Alcázar di Toledo, del quale realizzò la facciata principale e il cortile;
- 1541 e negli anni seguenti – progettò e costruì l'Ospedale di Tavera;
- anni 1540 – La facciata del Palazzo episcopale di Toledo;
- Ricostruzione della Puerta de Bisagra Nueva.

### Altre opere importanti
- Negli anni 1530 costruì il chiostro del Monastero di Lupiana;
- Partecipò alla realizzazione del Palazzo arcivescovile di Alcalá de Henares, dove si occupò la facciata e il cortile.

## Galleria d'immagini

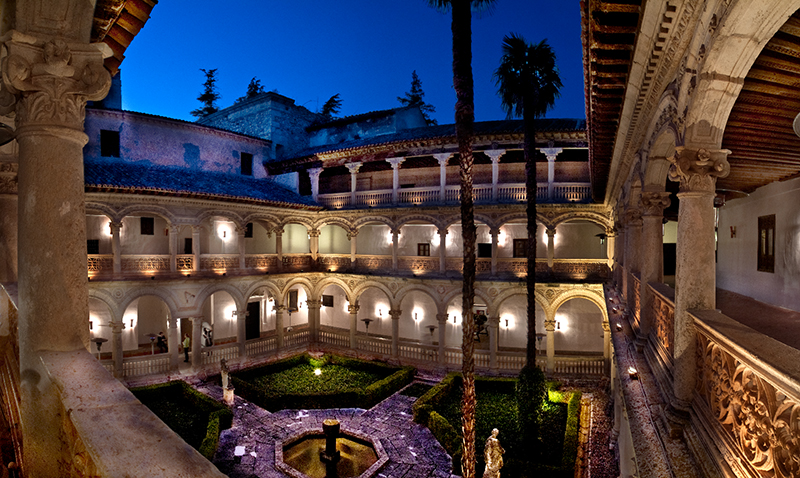
Chiostro del Monastero di Lupiana.
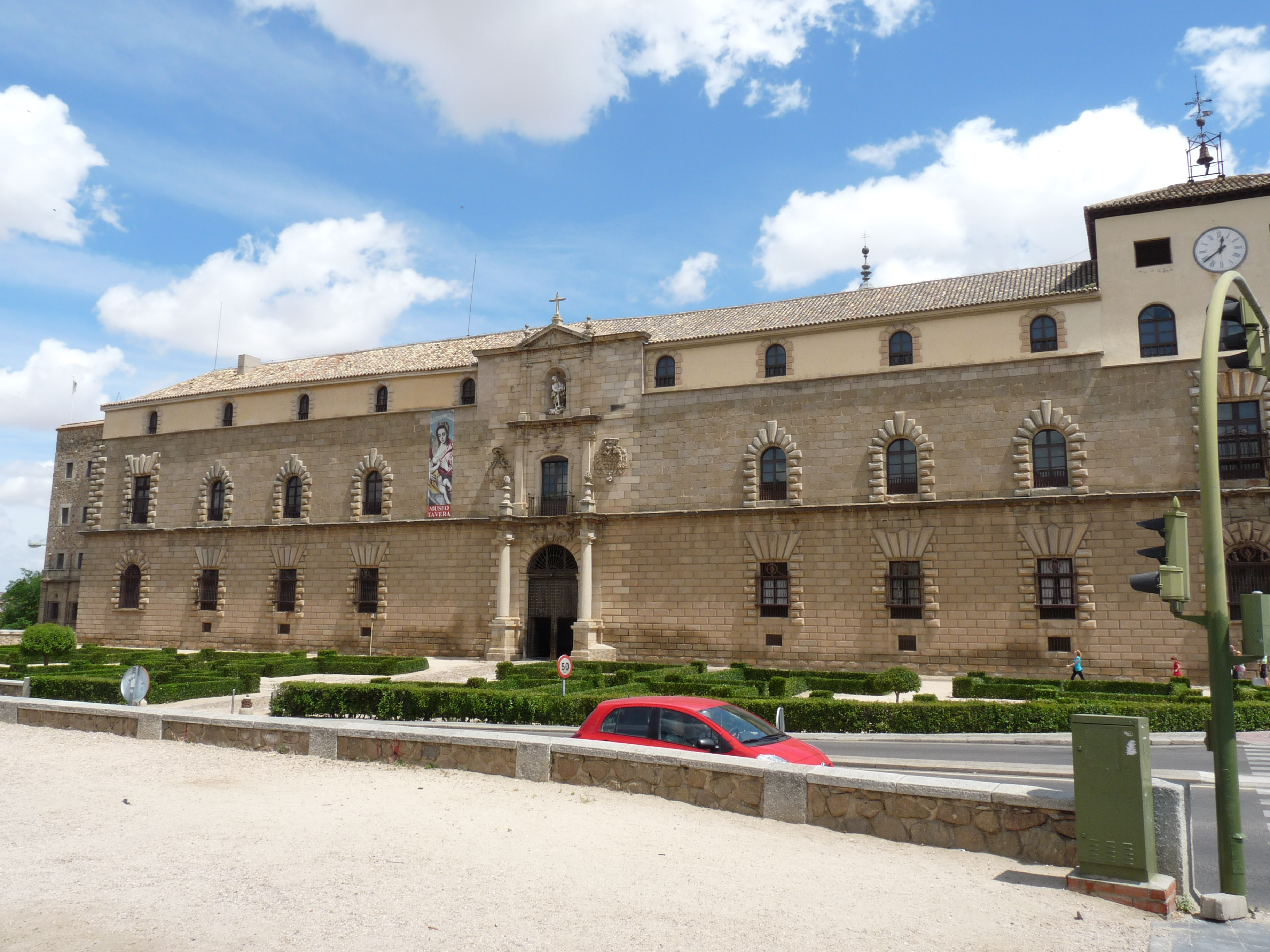
Ospedale di Tavera, Toledo.
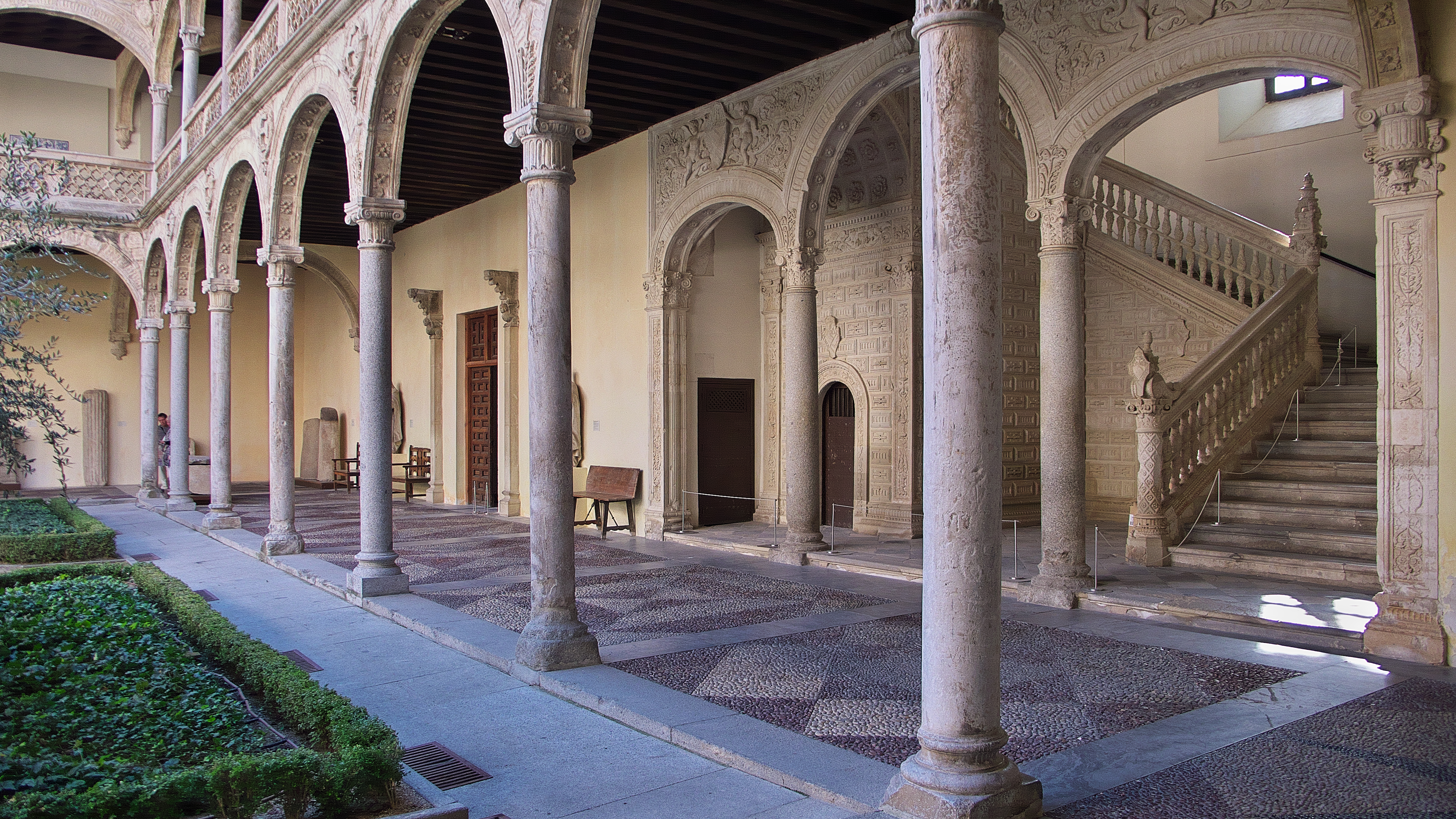
Ospedale di Santa Cruz, Toledo.
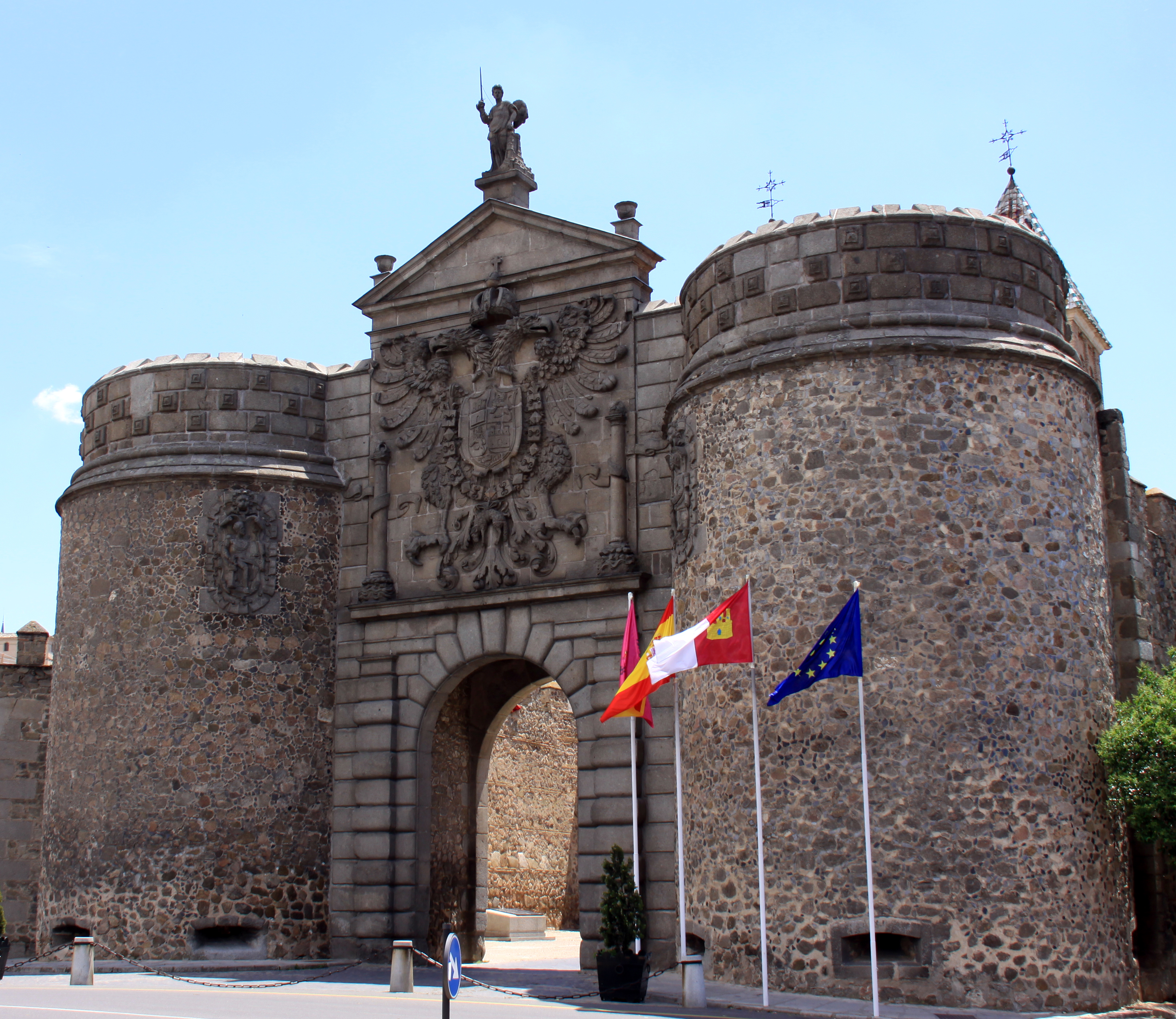
Puerta Bisagra, Toledo.